# Misungwi (Distrikt)
Misungwi ist ein Distrikt im Nordwesten von Tansania in der Region Mwanza mit dem Verwaltungszentrum in der gleichnamigen Stadt Misungwi. Der Distrikt grenzt im Norden an die Distrikte Nyamagana und Magu, im Osten an den Distrikt Kwimba, im Süden an die Region Shinyanga und im Westen an die Region Geita und an den Victoriasee.

## Geographie
Bei einer Fläche von 2553 Quadratkilometer hat der Distrikt 467.867 Einwohner (Volkszählung 2022). Von der Fläche entfallen 175 Quadratkilometer auf den Victoriasee, der 1134 Meter über dem Meer liegt. Von diesem erhebt sich das Land sanft hügelig, wobei nur wenige Erhebungen über 1300 Meter hoch sind. Die Entwässerung erfolgt über kleine Flüsse in den Victoriasee, der größte ist der Magogo. Das Klima im Distrikt ist tropisch, Aw nach der effektiven Klimaklassifikation. In den zwei Regenzeiten von Oktober bis Dezember und März bis Mai fallen jährlich 500 bis 900 Millimeter Regen. Die Durchschnittstemperatur liegt zwischen 23 und 30 Grad Celsius.

## Geschichte
Der Distrikt Misungwi wurde im Jahr 1995 gegründet.

## Verwaltungsgliederung
Misungwi besteht aus 27 Bezirken (Wards):
- Buhingo
- Buhunda
- Bulemeji
- Busongo
- Fella
- Gulumungu
- Idetemya
- Igokelo
- Ilujamate
- Isenengeja
- Kanyelele
- Kasololo
- Kijima
- Koromije
- Lubili
- Mabuki
- Mamaye
- Mbarika
- Misasi
- Misungwi
- Mondo
- Mwaniko
- Nhundulu
- Shilalo
- Sumbugu
- Usagara
- Ukiriguru

| Die Einwohnerzahl stieg von 256.133 bei der Volkszählung im Jahr 2002 auf 351.607 im Jahr 2012. Das entspricht einem jährlichen Wachstum von etwas über drei Prozent. Im Jahr 2012 sprachen 54 Prozent der Über-Fünfjährigen Swahili, acht Prozent Englisch und Swahili und 38 Prozent waren Analphabeten. Im Jahr 2022 lebten 467.867 Menschen in 79.337 Wohnungen. Bevölkerungswachstum: \| Volkszählung \| Einwohner \| \| ------------ \| --------- \| \| 1988 \| 191.283 \| \| 2002 \| 256.133 \| \| 2012 \| 351.607 \| \| 2022 \| 467.867 \| | Hier fehlt eine Grafik, die leider im Moment aus technischen Gründen nicht angezeigt werden kann. Wir arbeiten daran! |
| Volkszählung | Einwohner |
| 1988 | 191.283 |
| 2002 | 256.133 |
| 2012 | 351.607 |
| 2022 | 467.867 |

- Bildung: Im Distrikt gibt es 138 staatliche und sieben private Grundschulen, sowie vier private und 23 öffentliche weiterführende Schulen (Stand 2020).[4]
- Gesundheit: Für die medizinische Versorgung der Bevölkerung stehen zwei Krankenhäuser (eines privat und eines staatlich), sowie vier Gesundheitszentren und vierzig Apotheken zur Verfügung.[4]
- Wasser: Im städtischen Bereich werden 42, im ländlichen Bereich 43 Prozent der Bevölkerung mit sauberem Wasser versorgt.[9]

| Die wichtigsten Wirtschaftszweige sind die Landwirtschaft mit Ackerbau und Viehzucht, die Fischerei und der Bergbau. - Landwirtschaft: Die wichtigsten Anbauprodukte für den Eigenbedarf sind Mais, Reis, Hirse und Maniok. Für den Verkauf werden Baumwolle und Kichererbsen angebaut. Im Jahr 2012 beschäftigten sich von den 54.000 Haushalten 45.000 mit der Landwirtschaft, 31.000 hielten auch Haustiere. Am häufigsten gehalten wurden Geflügel und Rinder. - Bergbau: Im Distrikt werden Gold und Diamanten gefunden. Im Jahr 2016 wurden vier mittlere und 134 kleine Bergbaulizenzen vergeben. Mehr als 70.000 Menschen sind im Bergbau beschäftigt. - Eisenbahn: Den Distrikt quert der nördliche Ast der Tanganjikabahn, der Tabora mit Mwanza verbindet. Ein kleiner Bahnhof befindet sich in Fella. - Straßen: Durch den Distrikt verläuft die asphaltierte Nationalstraße T8 von Shinyanga nach Mwanza. Von dieser zweigt in der Stadt Misungwi die ebenfalls asphaltierte Nationalstraße T4 ab, die südlich des Victoriasees nach Burundi und Ruanda führt. | Hier fehlt eine Grafik, die leider im Moment aus technischen Gründen nicht angezeigt werden kann. Wir arbeiten daran! |

## Politik
In Misungwi wird alle fünf Jahre ein Distriktrat (District council) mit 26 Ratsmitgliedern gewählt. Zusätzlich werden zehn Frauen für spezielle Frauensitze ernannt (Stand 2020).